# 南国交通伊佐出張所
南国交通伊佐出張所（なんごくこうつういさしゅっちょうじょ）は、鹿児島県伊佐市大口里町に位置する南国交通の出張所。

## 概要
伊佐市・姶良郡湧水町・さつま町の一般路線のほか水俣・大口・菱刈 - 鹿児島空港間の「鹿児島空港連絡バス「エアポートシャトル」」、湧水ふるさとバスを担当している。

## 現行路線
水俣・大口・菱刈 - 鹿児島空港間の鹿児島空港連絡バス「エアポートシャトル」については、エアポートシャトルを参照。湧水ふるさとバスについては、湧水ふるさとバスを参照。
伊佐出張所管内路線一覧
|   | 方面                   | 起点               | 主な経由地 | 終点               | 備考                                     |
| - | ---------------------- | ------------------ | --- | ------------------ | ---------------------------------------- |
|   | 栗野・吉松方面         | 大口               | 伊佐農林高校・重留・菱刈・本城・湯之尾・稲葉崎・栗野駅・下川添                                                                       | 吉松駅             |                                          |
|   | 〃                     | 〃                 | 伊佐農林高校・重留・菱刈・前目・湯之尾・稲葉崎                                                                                       | 栗野駅             | JR山野線廃止代替                         |
|   | 山野・水俣方面         | 鹿児島空港         | 横川三文字・いきいきセンターくりの郷・菱刈役場前・大口・郡山・山野・尾ノ上・五女木・構・崎太郎・葛渡・葛彩館入口・新水俣駅・水俣車庫 | 水俣駅前           | エアポートシャトル(JR山野線廃止代替兼用) |
| □ | 〃                     | 大口               | 郡山・山野駅・西山野 | 西山野             | JR山野線廃止代替                         |
|   | 鹿児島空港方面         | 〃                 | 菱刈役場前・幸田・横川駅前 | 鹿児島空港         |                                          |
| ■ | 大口市内方面           | 〃                 | （青木循環）水之手・西原・東青木 | 大口               | 月・水・金運行                           |
| ■ | 〃                     | 〃                 | （牛尾循環）郡山・下牛尾・牛尾金山・木ノ氏・陣之尾                                                                                   | 大口               | 火・木・土運行                           |
|   | 求名・鶴田・宮之城方面 | 〃                 | 羽月・曾木・針持・求名・鶴田・宮之城温泉・宮之城駅                                                                                   | 宮之城バスセンター | 国鉄宮之城線廃止代替                     |
|   | 〃                     | 宮之城バスセンター | 宮之城温泉・鶴田・求名・針持・曾木・羽月・大口                                                                                       | 大口高校           | 大口方面ゆきのみ運転                     |
| ○ | 〃                     | 〃                 | 宮之城駅・宮之城温泉・神子口・鶴田駅入口                                                                                             | 鶴田中学校         | 温泉逆回り、宮之城ゆきのみ運転           |
| ○ | 〃                     | 〃                 | 宮之城駅・宮之城温泉 | 神子口             | 温泉逆回り、神子口ゆきのみ運転           |
| ● | 〃                     | 〃                 | 宮之城駅・宮之城温泉・神子口・鶴田駅入口・求名                                                                                       | 求名農協           | 温泉逆回り                               |
| ○ | 紫尾山方面             | 医師会病院         | 医師会病院・宮之城駅・虎居・天瀬・母ヶ野                                                                                             | 泊野               | さつま町コミュニティーバス               |
| ○ | 祁答院・薩摩町方面     | 宮之城バスセンター | 宮之城駅・佐志・広瀬・黒鳥・広橋・永野・金山                                                                                         | 胡摩目             | 国鉄宮之城線廃止代替                     |
| ○ | 〃                     | 〃                 | （大村循環）広瀬・仮屋原・小牧・黒木・上手・祁答院中前・大村・木渋                                                                   | 宮之城バスセンター |                                          |

○印…月 - 金曜日運行、□印…月 - 土曜日運行、●印…土曜・休日運行、S印…スクール運行、■印…指定曜日運行
- 近年ではコミュニティバス化や乗合タクシー化による他社への移管が進み伊佐・宮之城地区の路線は縮小傾向にある。

水俣・大口・菱刈 - 鹿児島空港「鹿児島空港連絡バス「エアポートシャトル」」
【運行ルート】
鹿児島空港 - 栗野三文字 - 菱刈役場前 - 大口 - 山野駅 - 深川 -  新水俣駅 - 水俣駅前
コミュニティバス
- 湧水ふるさとバス

## 車両
- 大型車は山野線廃止による転換交付金で購入した日野・ブルーリボンが在籍していたが、後述する中小型車に置き換えられ一時期在籍していなかった。しかし2019年4月からはさつま町内の中学校が統廃合されたことにより、スクールバスも兼ねた朝夕の大口～宮之城線向けに以前は鹿児島市内の路線で使われていた車両が在籍している。
- 中型車は南国交通の地方ローカル線の主力だった前後ドアのいすゞ・ジャーニーKが在籍していたが、置き換えられて現存しない。現在は日野・レインボー、三菱ふそう・エアロミディが在籍しており、いずれも関東からの移籍車である。
- 小型車は自社発注の日野・リエッセといすゞ・ジャーニーJが使われている。

## 車庫
- 出張所のある伊佐市大口の他に、湧水町栗野、さつま町宮之城と永野(旧国鉄宮之城線永野駅構内)に駐在車庫がある。
- かつては大口市布計(現在の伊佐市)と吉松駅にも駐在車庫が存在していた。